# Intimités

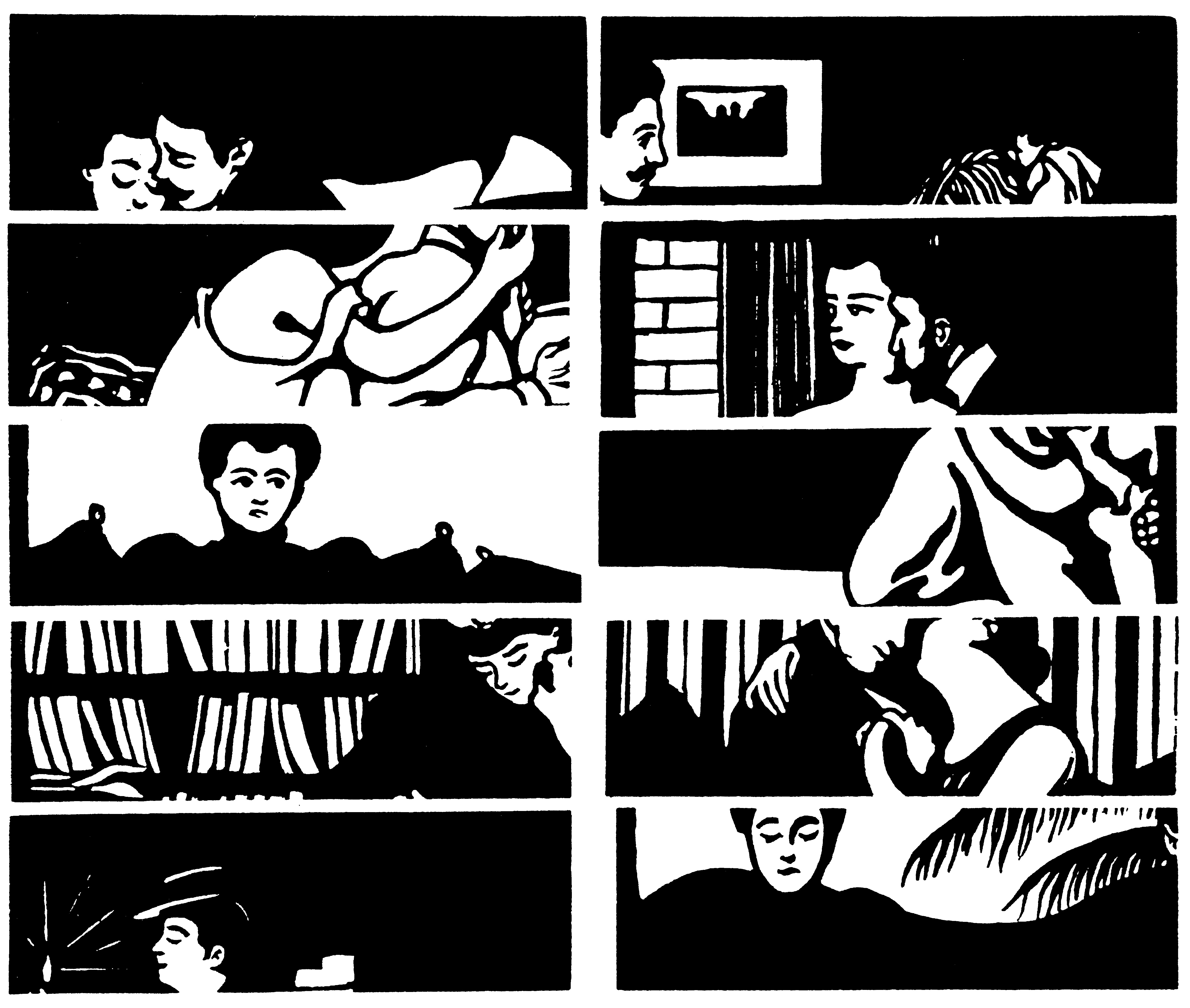
Gravure composée par Félix Vallotton à partir de fragments issus des dix planches dIntimités.

Intimités est une série composée de dix gravures sur bois exécutées par le peintre franco-suisse Félix Vallotton et publiées fin 1898 à Paris, dans La Revue blanche. 
Ces gravures représentent des scènes d'intérieurs agrémentées de deux personnages formant un couple. Intervenant juste avant, dans l'œuvre de l'artiste, la réalisation de six peintures sur le même thème constituant la série dite des Intérieurs avec figures, les planches sont intitulées, dans l'ordre de leur numérotation originelle, Le Mensonge, Le Triomphe, La Belle Épingle, La Raison probante, L'Argent, Le Grand Moyen, Cinq heures, Apprêts de visite, La Santé de l'autre et L'Irréparable.

## Galerie

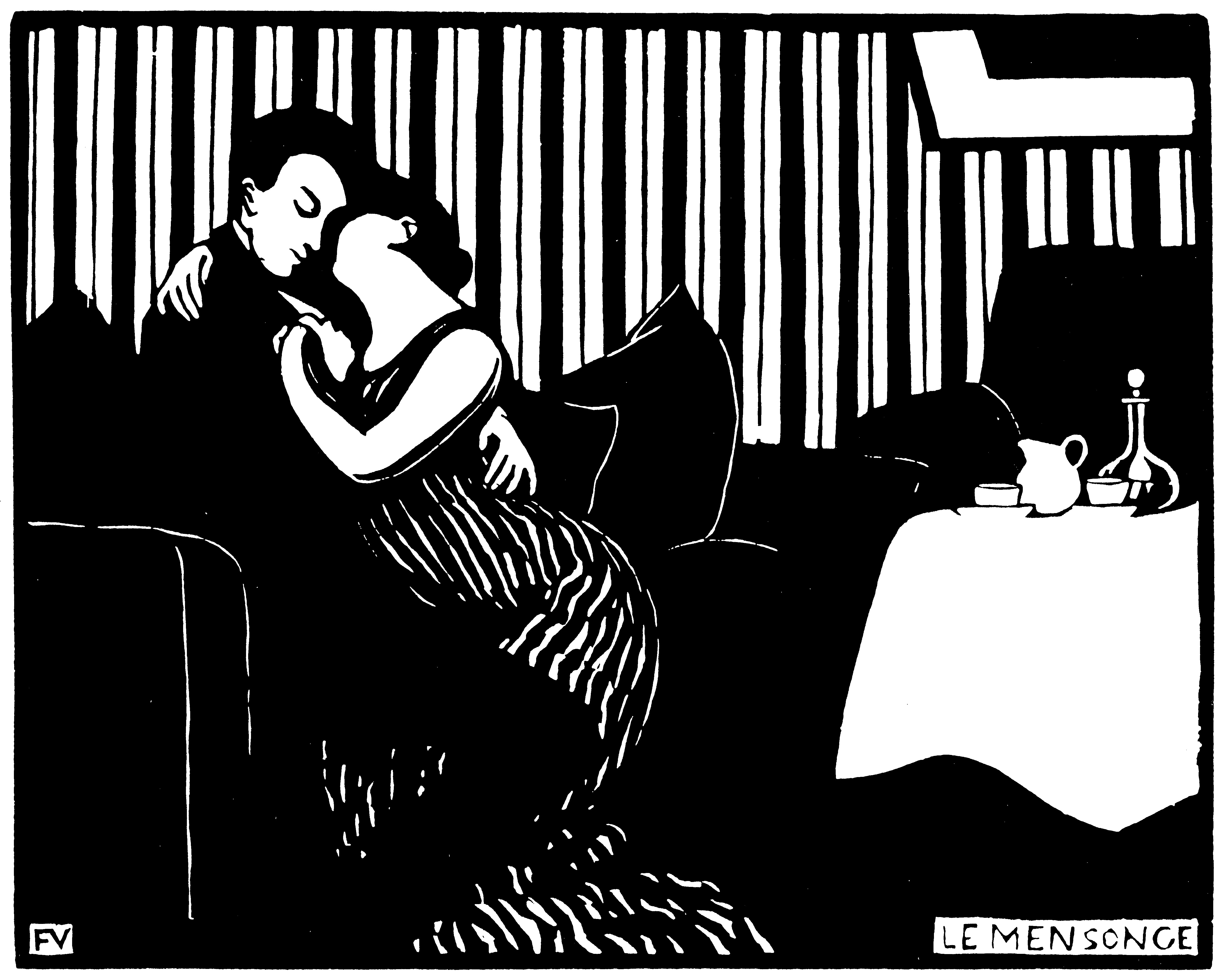
I. Le Mensonge
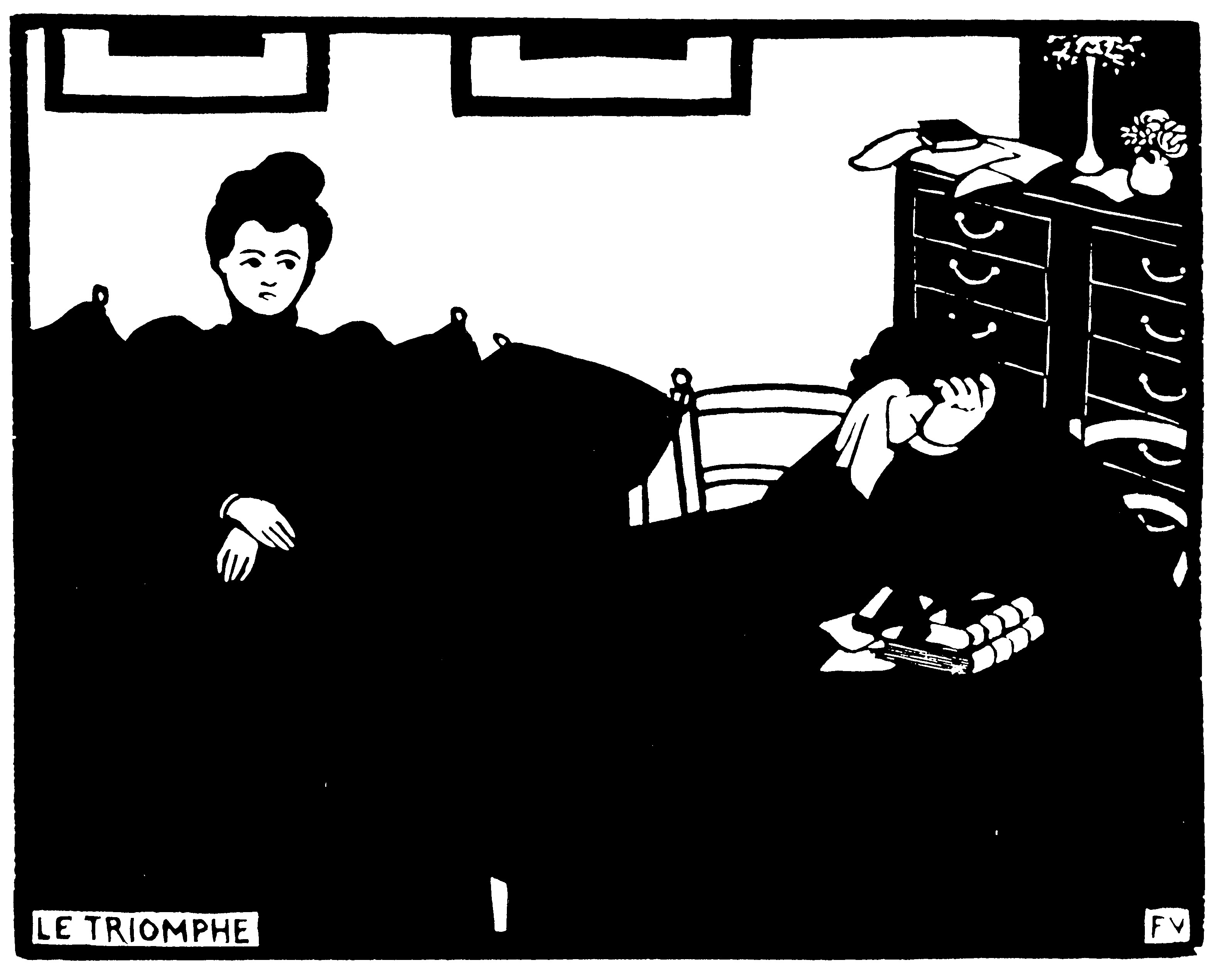
II. Le Triomphe
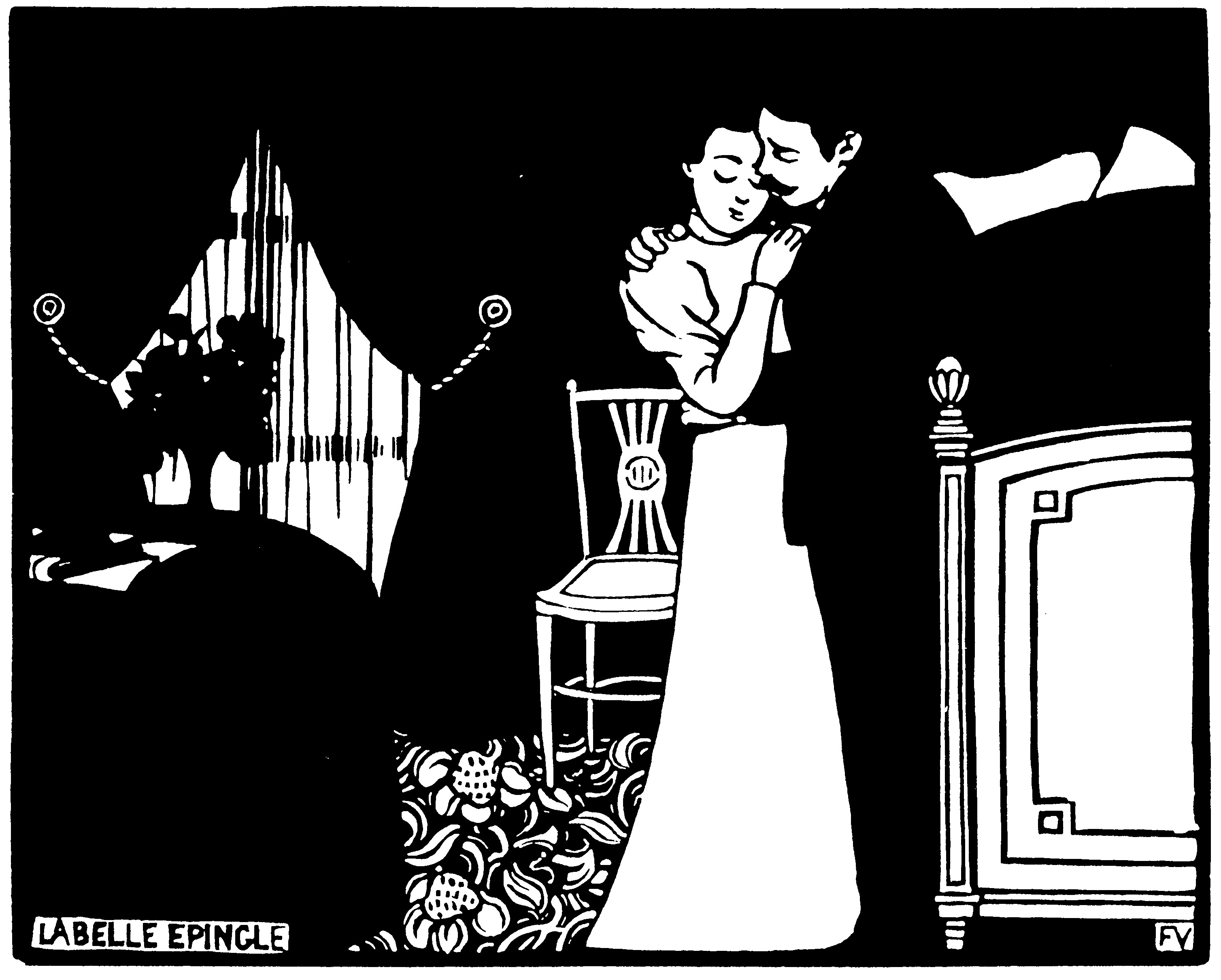
III. La Belle Épingle
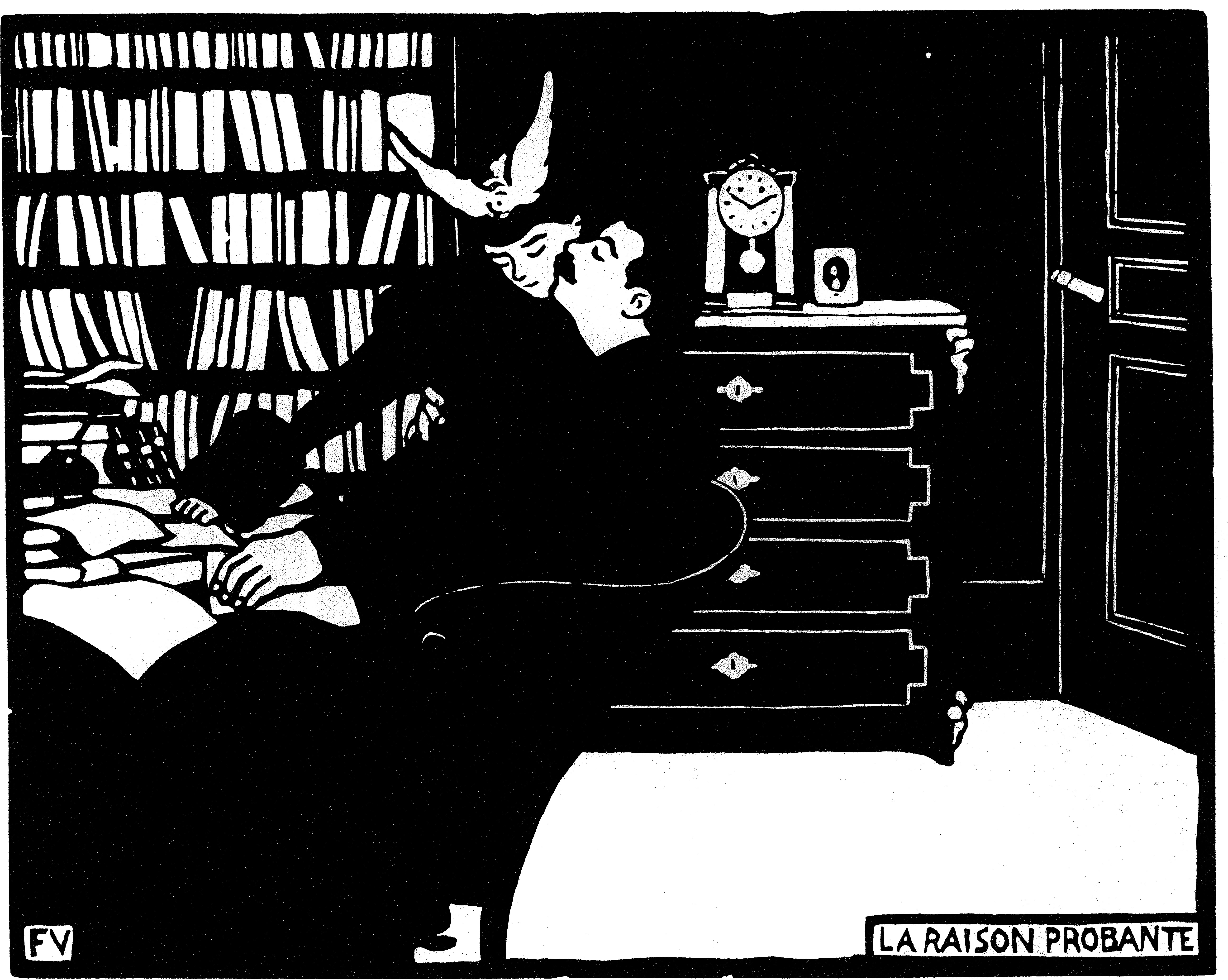
IV. La Raison probante
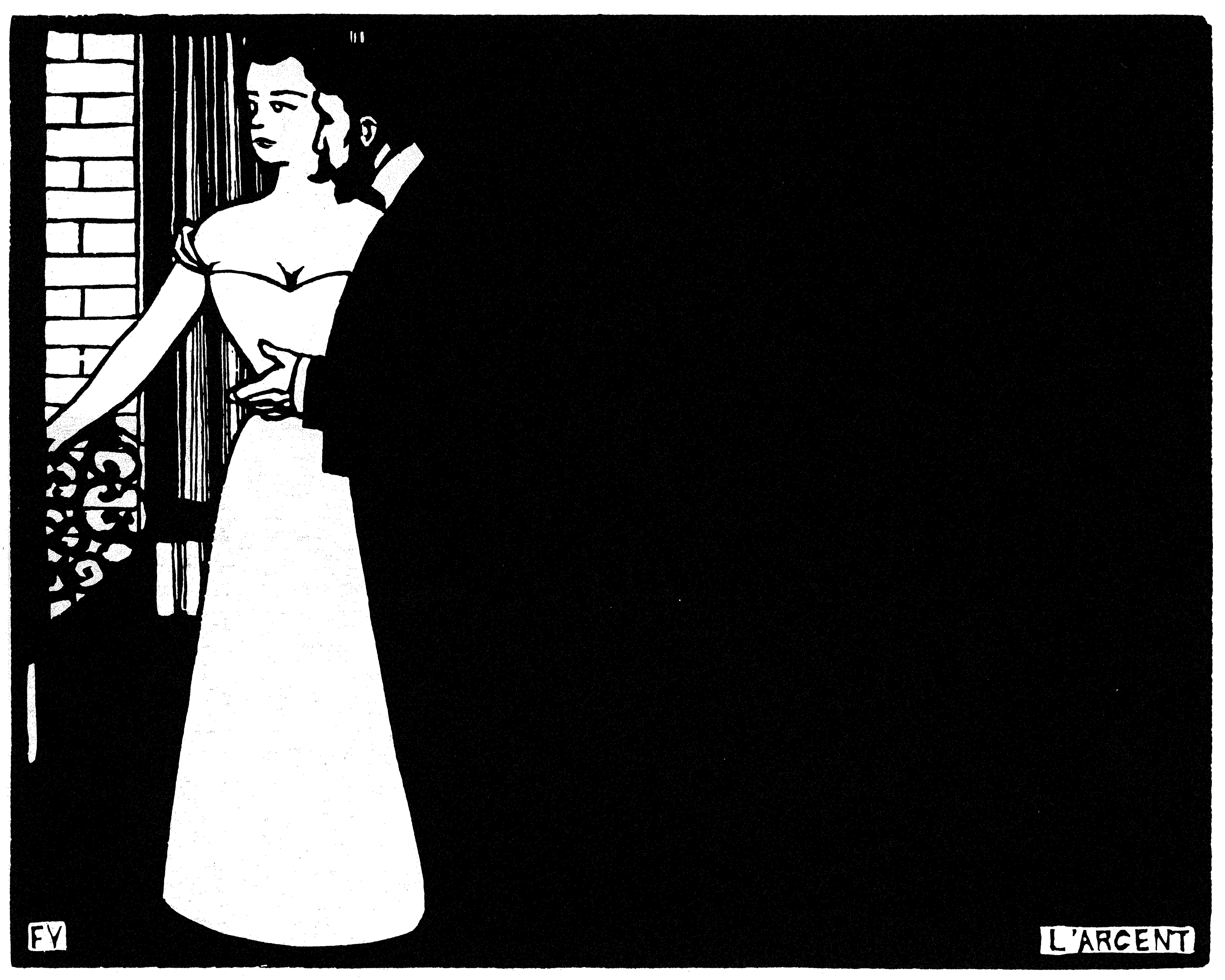
V. L'Argent
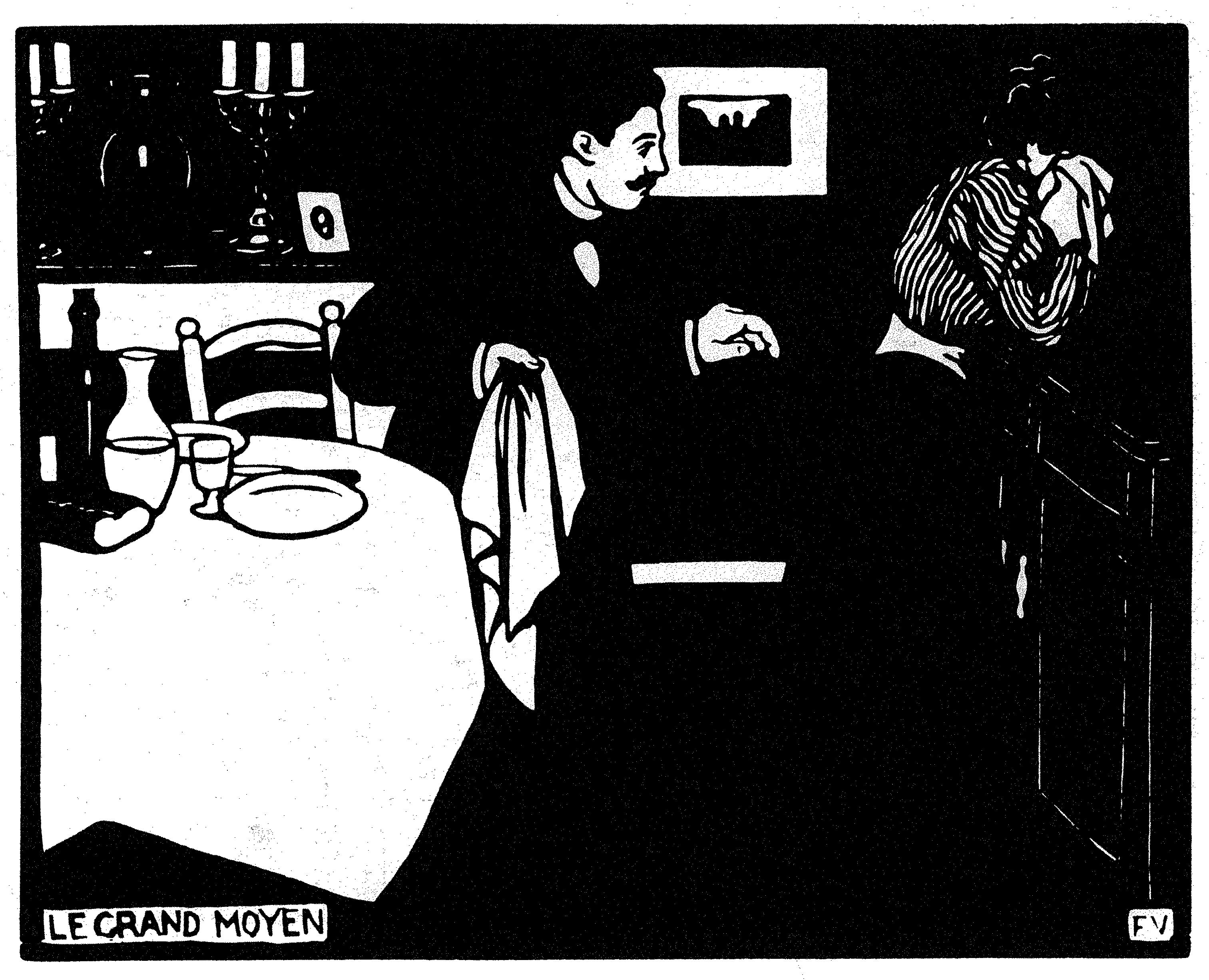
VI. Le Grand Moyen
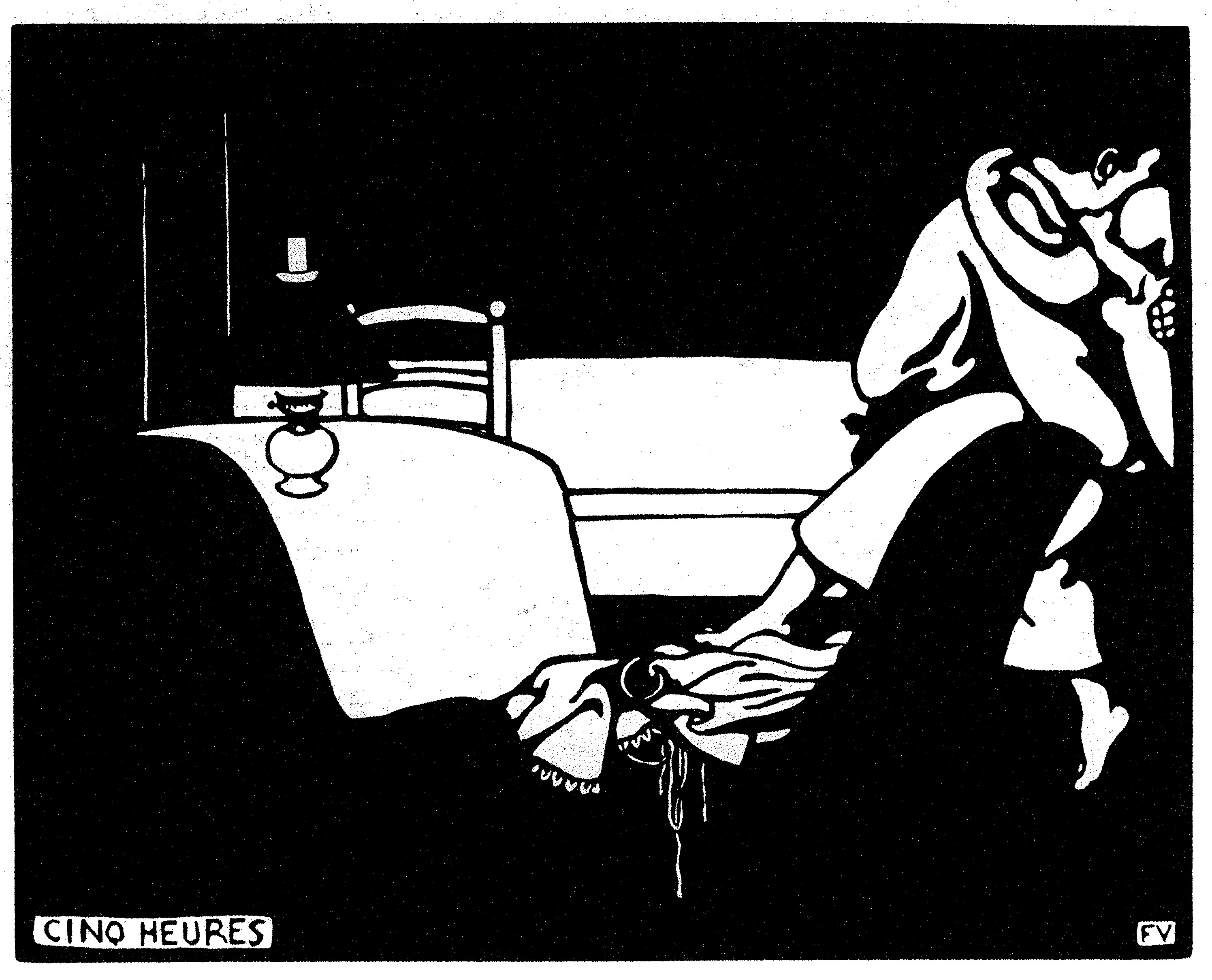
VII. Cinq heures
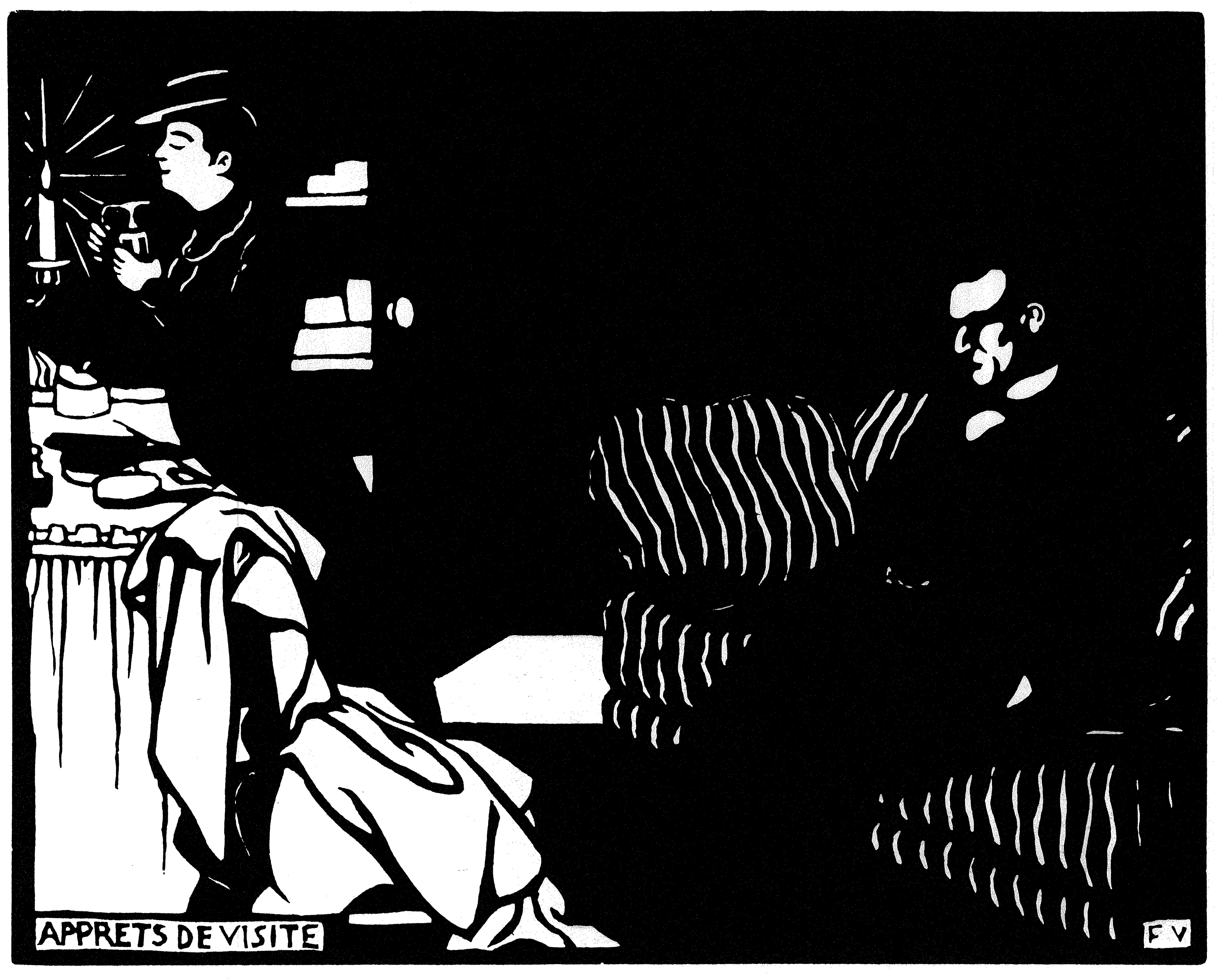
VIII. Apprêts de visite
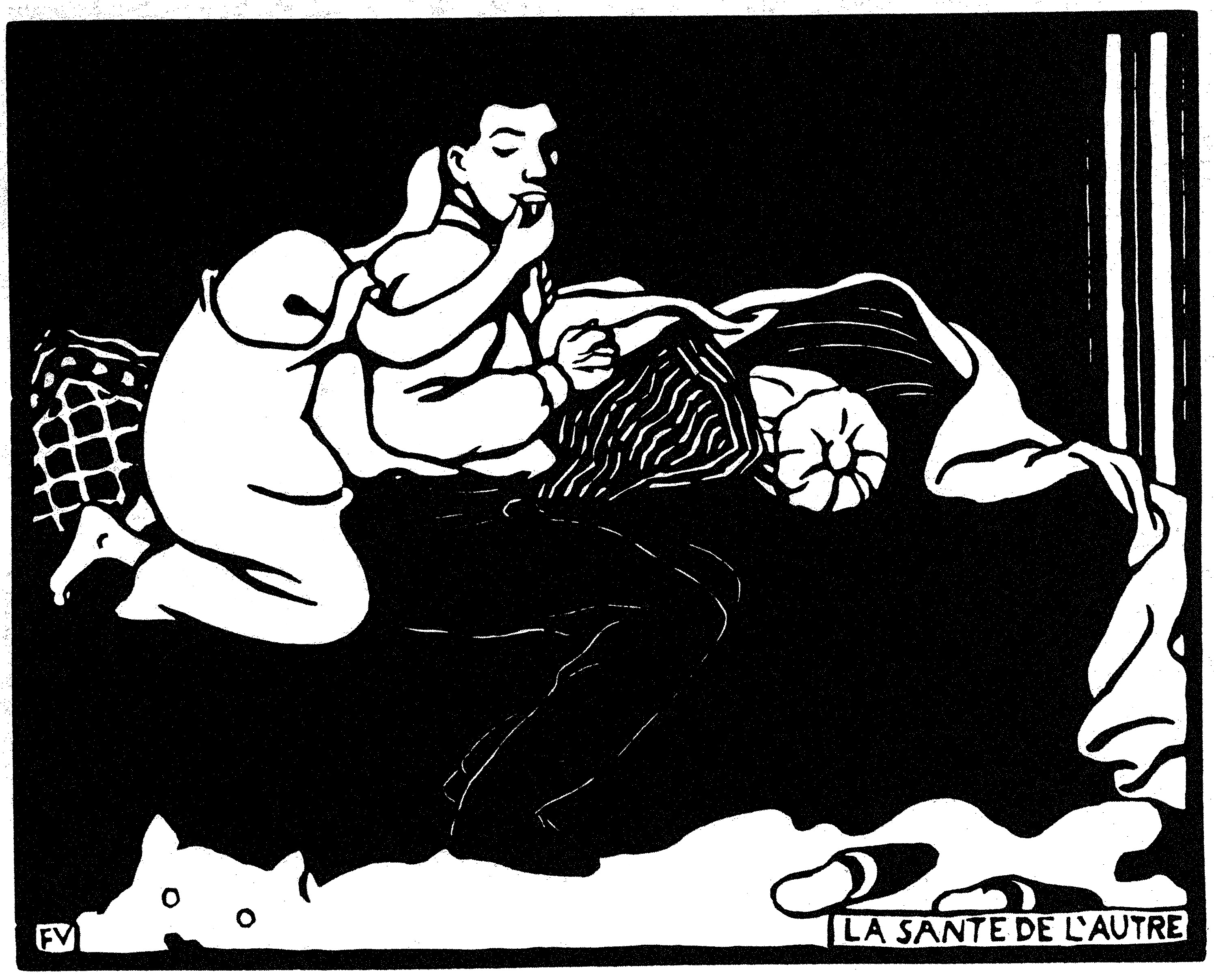
IX. La Santé de l'autre
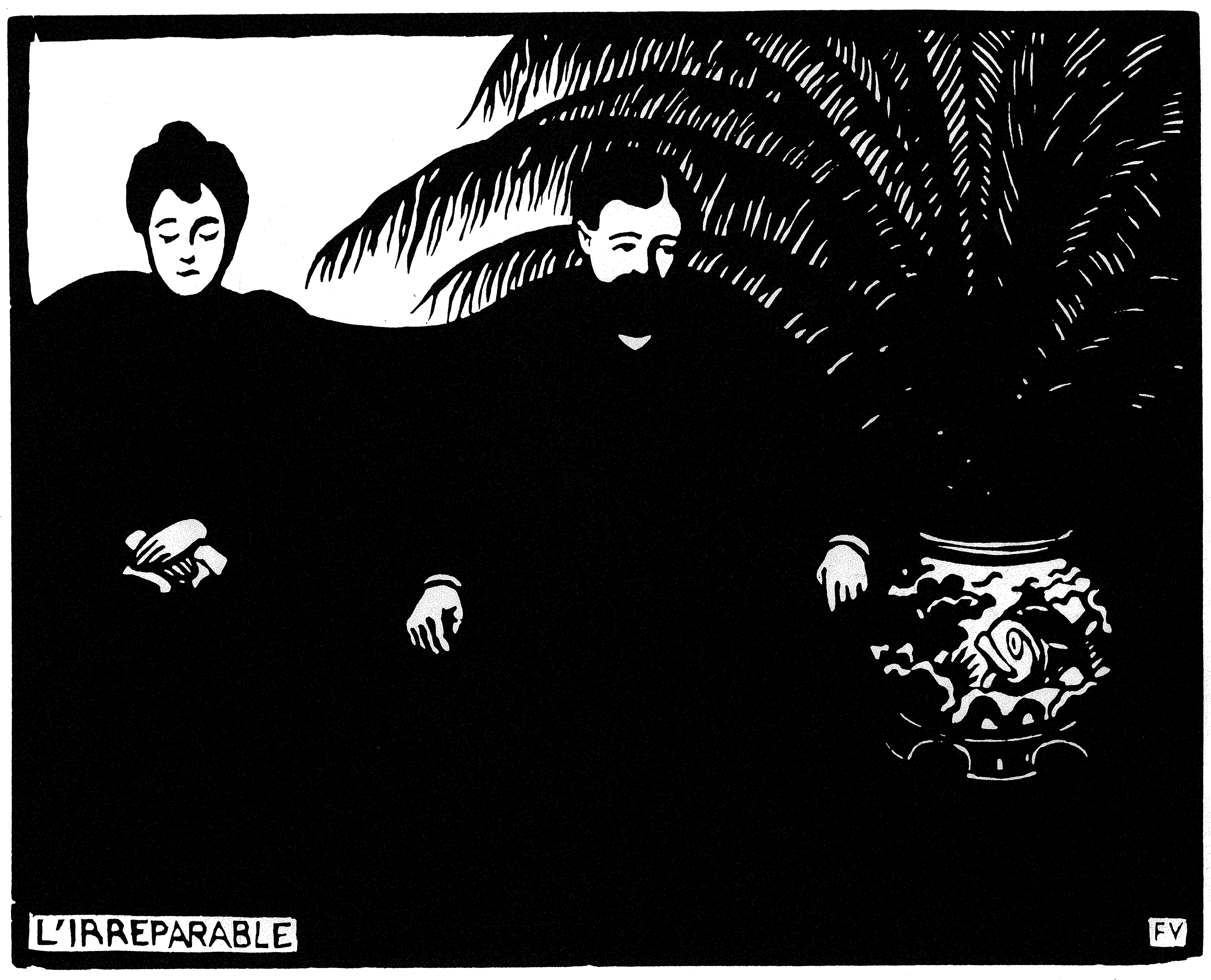
X. L'Irréparable